# Сверхъестественное (6-й сезон)
Шестой сезон американского мистического телесериала «Сверхъестественное», созданного Эриком Крипке, премьера которого состоялась на канале The CW 24 сентября 2010 года, а заключительная серия вышла 20 мая 2011 года, состоит из 22 серий.
Сериал повествует о двух братьях — охотниках за нечистью, которые путешествуют по Соединённым Штатам Америки на чёрной Chevrolet Impala 1967 года, расследуя паранормальные явления, многие из которых основаны на городских легендах и фольклоре, а также сражаются с порождениями зла: демонами, призраками и другой нечистью.

## В ролях

### Главные актёры
- Джаред Падалеки — Сэм Винчестер и альфа-перевёртыш;
- Дженсен Эклс — Дин Винчестер, альфа-перевёртыш и червь Хан;
- Миша Коллинз — Кастиэль и играет самого себя.

### Приглашенные актёры
- Демор Барнс и  Ланетт Уэйр — Рафаил;
- Эмбер Бенсон — Ленора;
- Джим Бивер — Бобби Сингер и червь Хан;
- Ким Джонстон-Ульрих — доктор Элеонора Визиак;
- Роберт Инглунд — доктор Роберт;
- Фредрик Лене — Азазель;
- Рэйчел Майнер — Мэг Мастерс;
- Линдси Маккеон — Тесса;
- Джулия Максвелл — Ева и сосуд Евы;
- Лора Меннелл — Бриджитта;
- Корин Немек — Кристиан Кэмпбелл и Кристиан-демон;
- Брайан-Дойл Мюррей — Роберт Сингер;
- Женевьев Падалеки — играла саму себя;
- Дэвид Петкау — Марк Кэмпбелл;
- Митч Пиледжи — Сэмюэл Кэмпбелл, альфа-перевёртыш и червь Хан;
- Джулиан Ричингс — Смерть;
- Ким Родс — шериф Джоди Миллс;
- Себастьян Роше — Бальтазар;
- Соня Саломаа — Рэйчел;
- Саманта Смит — Ева;
- Синди Сэмпсон — Лиза Брэйден и Лиза-демон;
- Стивен Уильямс — Руфус Тёрнер;
- Рик Уорти — альфа-вампир;
- Саманта Феррис — Эллен Харвелл;
- Мика Хауптман — Эрик Крипке;
- Джессика Хифи — Гвен Кэмпбелл;
- Марк А. Шеппард — Кроули и альфа-перевёртыш;
- Николас Элия — Бен Брэйден.

## Список эпизодов
| № общий | № в сезоне | Название                                                           | Режиссёр      | Автор сценария                                                                              | Дата премьеры    | Зрители в США (млн) |
| --- | ---------- | ------------------------------------------------------------------ | ------------- | ------------------------------------------------------------------------------------------- | ---------------- | ------------------- |
| 105 | 1          | «Изгнание на Мейн-стрит» «Exile on Main St.»                       | Фил Сгриккиа  | Сера Гэмбл                                                                                  | 24 сентября 2010 | 2,90                |
| Действие происходит спустя год: Дин бросил охоту и живёт с Лизой и её сыном Беном. Непонятным образом освобождённый из Клетки в аду, Сэм находит Дина и говорит ему, что тот должен вернуться к охоте, и знакомит его с Кэмпбеллами — семьёй их матери, возглавляемой их дедушкой Сэмюэлем. |            |                                                                    |               |                                                                                             |                  |                     |
| 106 | 2          | «Два с половиной человека» «Two and a Half Men»                    | Джон Шоуолтер | Адам Гласс                                                                                  | 1 октября 2010   | 2,33                |
| Из-за Сэмюэля возникает конфликт между Дином и Сэмом. Последний расследует дело о пропавших младенцах, родители которых были убиты. На одном из мест преступления он находит ребёнка и вызывает на помощь Дина. Дин с неохотой оставляет Лизу и Бена и соглашается встретиться с Сэмом. Тот удивляется тому, каким заботливым папашей стал Дин. Братья забирают ребёнка к Сэмюэлю, который решает вырастить его охотником, что приводит Дина в бешенство. Но пока они решают, кем стать малышу, врывается альфа-перевёртыш и забирает ребёнка. |            |                                                                    |               |                                                                                             |                  |                     |
| 107 | 3          | «Третий человек» «The Third Man»                                   | Роберт Сингер | Бен Эдлунд                                                                                  | 8 октября 2010   | 2,16                |
| Кастиэль возвращается. Сэм и Дин просят у него помощи в расследовании дела об убитых полицейских, причиной смерти которых, по всей видимости, стали казни египетские… |            |                                                                    |               |                                                                                             |                  |                     |
| 108 | 4          | «Выходные у Бобби» «'Weekend at Bobby's'»                          | Дженсен Эклс  | Эндрю Дабб и Дэниэл Лофлин                                                                  | 15 октября 2010  | 2,84                |
| Когда Бобби обнаруживает, что Кроули не собирается возвращать его душу, то берёт дело в свои руки. Он докапывается до одного из самых заветных секретов Кроули и обращается за помощью к братьям. А в это время Дин и Сэм интересуются тем, что же делает Бобби целыми днями, когда их нет рядом. |            |                                                                    |               |                                                                                             |                  |                     |
| 109 | 5          | «Жизнь свободна или сумеречна» «Live Free or TwiHard»              | Род Харди     | Бретт Мэтьюз                                                                                | 22 октября 2010  | 2,47                |
| Охотясь на вампиров, Дин превращается в одного из них. Он убивает всех вампиров в гнезде и слышит голос Альфы. Сэмюэль даёт Дину лекарство от вампиризма, и Дин вспоминает, что Сэм дал ему превратиться в вампира намеренно. |            |                                                                    |               |                                                                                             |                  |                     |
| 110 | 6          | «Ты не вынесешь правды» «'You Can't Handle the Truth'»             | Ян Элиасберг  | Сюжет: Дэвид Рид, Эрик Чармело и Николь Снайдер Телесценарий: Эрик Чармело и Николь Снайдер | 29 октября 2010  | 2,52                |
| Братья расследуют серию самоубийств, причиной которых стало то, что все говорили погибшим правду. Желая узнать правду о брате, Дин тоже попадает под влияние богини правды Веритас. |            |                                                                    |               |                                                                                             |                  |                     |
| 111 | 7          | «Дела семейные» «Family Matters»                                   | Гай Би        | Эндрю Дабб и Дэниэл Лофлин                                                                  | 5 ноября 2010    | 2,46                |
| Кастиэль выясняет, что у Сэма нет души, и что она до сих пор заперта вместе с Михаилом и Люцифером в Клетке. Сэмюэль захватывает альфа-вампира и пытает его, желая узнать, где находится чистилище. Братья узнают, что Сэмюэль работает на Кроули и что им тоже придётся работать на него, чтобы вернуть душу Сэма. |            |                                                                    |               |                                                                                             |                  |                     |
| 112 | 8          | «Все собаки попадают в рай» «All Dogs Go to Heaven»                | Фил Сгриккиа  | Адам Гласс                                                                                  | 12 ноября 2010   | 2,09                |
| Братья сталкиваются с перевёртышами, притворяющимися питомцами. |            |                                                                    |               |                                                                                             |                  |                     |
| 113 | 9          | «Хлопни в ладоши, если веришь…» «Clap Your Hands If You Believe…»  | Джон Шоуолтер | Бен Эдлунд                                                                                  | 19 ноября 2010   | 1,94                |
| Во время расследования дела о пришельцах Дина похищают. Однако, когда он приходит в себя, то обнаруживает, что его похитители вовсе не пришельцы, а феи. К сожалению, только Дин может видеть фей, что затрудняет расследование. Братья становятся ещё более ошеломлёнными, когда расследование приводит их в мир полный гномов, эльфов и лепреконов. |            |                                                                    |               |                                                                                             |                  |                     |
| 114 | 10         | «Страсть за решёткой» «Caged Heat»                                 | Роберт Сингер | Бретт Мэтьюз и Дженни Кляйн                                                                 | 3 декабря 2010   | 2,15                |
| Сэм, Дин и Кастиэль с помощью демона Мэг решили убить Кроули, не желавшего вернуть душу Сэма. В конечном итоге вернуть душу не удалось, но Кастиэль всё-таки убивает Кроули, сжигая его кости. |            |                                                                    |               |                                                                                             |                  |                     |
| 115 | 11         | «Свидание в Самарре» «Appointment in Samarra»                      | Майк Рол      | Сера Гэмбл и Роберт Сингер                                                                  | 10 декабря 2010  | 2,27                |
| Желая вернуть Сэму душу, Дин заключает сделку со Смертью. Он должен сутки исполнять обязанности Смерти, надев кольцо на палец. Тем временем Сэм по совету Бальтазара пытается осквернить сосуд, убив Бобби, чтобы душа не смогла существовать в теле. Дин не справляется, но Смерть всё равно спускается в ад. Дин спасает Бобби, и Смерть возвращает душу Сэму. |            |                                                                    |               |                                                                                             |                  |                     |
| 116 | 12         | «Словно девственница» «Like a Virgin»                              | Фил Сгриккиа  | Адам Гласс                                                                                  | 4 февраля 2011   | 2,25                |
| Душа Сэма возвращена, но он ничего не помнит не только об аде, но и о событиях последнего года. Дин, опасаясь за брата, решает не рассказывать ему об этом, однако Сэм узнаёт обо всём от Кастиэля. Тем временем кто-то похищает девственниц, и расследование приводит братьев к выводу, что это дело рук драконов. Бобби узнаёт, что те хотят открыть дверь в чистилище и выпустить «мать» всех монстров, что им и удаётся. |            |                                                                    |               |                                                                                             |                  |                     |
| 117 | 13         | «Непрощённый» «Unforgiven»                                         | Дэвид Барретт | Эндрю Дабб и Дэниэл Лофлин                                                                  | 11 февраля 2011  | 1,97                |
| Сэм получает таинственное сообщение с координатами небольшого городка, и братья берутся за расследование. Дин удивляется тем вещам, которые рассказывают ему горожане о Сэме, который прежде жил в этом городе. Сэм начинает понемногу вспоминать дело, над которым он работал вместе с Сэмюэлем до возвращения к Дину. |            |                                                                    |               |                                                                                             |                  |                     |
| 118 | 14         | «Манекен 3: Расплата» «Mannequin 3: The Reckonin»                  | Жанно Шварц   | Эрик Чармело и Николь Снайдер                                                               | 18 февраля 2011  | 2,25                |
| Дин отправляется домой к Лизе, узнав, что она в беде, а Сэм расследует убийства, являющиеся наказанием за жестокую шутку. |            |                                                                    |               |                                                                                             |                  |                     |
| 119 | 15         | «Ошибка по-французски» «The French Mistake»                        | Чарльз Бисон  | Бен Эдлунд                                                                                  | 25 февраля 2011  | 2,18                |
| Сэм и Дин оказываются в параллельном мире, где они — актёры Джаред и Дженсен, которые играют персонажей Сэма и Дина в сериале «Сверхъестественное». Туда их отправил Бальтазар. Основной целью является защита переданного Бальтазаром Сэму ключа от комнаты, где хранится всё украденное Бальтазаром оружие. В конце концов братья находят коридор для отправки домой, и их защищает Кастиэль. |            |                                                                    |               |                                                                                             |                  |                     |
| 120 | 16         | «…И никого не стало» «…And Then There Were None»                   | Майк Рол      | Бретт Мэтьюз                                                                                | 4 марта 2011     | 2,14                |
| Сэм, Дин, Бобби и Руфус сталкиваются с отродьем матери Евы. Люди одержимы монстром, а затем ничего не помнят о том, что натворили. В ходе расследования Сэм, Дин, Бобби и Руфус сталкиваются с Сэмюэлем и Гвен. В результате битвы остаются в живых только Дин, Сэм и Бобби. |            |                                                                    |               |                                                                                             |                  |                     |
| 121 | 17         | «Моё сердце будет биться дальше» «My Heart Will Go On»             | Фил Сгриккиа  | Эрик Чармело и Николь Снайдер                                                               | 15 апреля 2011   | 2,26                |
| По непонятным причинам знаменитый Титаник не затонул в своё время, что повлекло за собой цепочку событий, которые изменили будущее: Джо жива, Эллен замужем за Бобби, братья гоняют на Мустанге, а выжившие с корабля дали потомство в количестве около 50 90281D человек. Теперь сама Судьба занимается убийствами тех, кто не должен жить в настоящем времени из-за катастрофы. Братья, в свою очередь, устраивают охоту за Судьбой. |            |                                                                    |               |                                                                                             |                  |                     |
| 122 | 18         | «Раз ковбой, два ковбой» «Frontierland»                            | Гай Би        | Сюжет: Эндрю Дабб, Дэниэл Лофлин и Джексон Стюарт Телесценарий: Эндрю Дабб и Дэниэл Лофлин  | 22 апреля 2011   | 1,90                |
| Братья узнают, что пепел Феникса может помочь им избавиться от Евы. Тогда Кастиэль отправляет их на 150 лет назад за день до того, как Сэмюэль Кольт застрелит Феникса. |            |                                                                    |               |                                                                                             |                  |                     |
| 123 | 19         | «Дорогая мамочка» «Mommy Dearest»                                  | Джон Шоуолтер | Адам Гласс                                                                                  | 29 апреля 2011   | 2,01                |
| Сэм, Дин, Бобби и Кастиэль преследуют Еву до маленького городка в штате Орегон. Там они обнаруживают, что все горожане были обращены в монстров, которые по неизвестной причине умирают. |            |                                                                    |               |                                                                                             |                  |                     |
| 124 | 20         | «Человек, который хотел стать королём» «The Man Who Would Be King» | Бен Эдлунд    | Бен Эдлунд                                                                                  | 6 мая 2011       | 2,11                |
| Кастиэль рассказывает о войне на небесах и о том, как он и Рафаил стали врагами. |            |                                                                    |               |                                                                                             |                  |                     |
| 125 | 21         | «Пусть льётся кровь» «Let It Bleed»                                | Джон Шоуолтер | Сера Гэмбл                                                                                  | 20 мая 2011      | 2,02                |
| Кроули похищает Бена и Лизу, чтобы добраться до Дина. Сэм и Дин вынуждены объединиться с неожиданным союзником, чтобы освободить их. |            |                                                                    |               |                                                                                             |                  |                     |
| 126 | 22         | «Человек, который слишком много знал» «The Man Who Knew Too Much»  | Роберт Сингер | Эрик Крипке                                                                                 | 20 мая 2011      | 2,11                |
| Кастиэль разрушил барьер в голове Сэма, он вспомнил всё, что происходило с ним в аду, а Дин и Бобби бессильно наблюдают за тем, как разрушается его психика. |            |                                                                    |               |                                                                                             |                  |                     |